# Stierkophaaien
Stierkophaaien (Heterodontidae) vormen een familie van kraakbeenvissen uit de orde van de Heterodontiformes (varkenshaaien). 

## Geslacht
- Heterodontus Blainville, 1816